# Rete tranviaria di Magdeburgo
La rete tranviaria di Magdeburgo è la rete tranviaria che serve la città tedesca di Magdeburgo. È composta da 9 linee.